# Allan Shivers
Robert Allan Shivers, född 5 oktober 1907 i Lufkin, Texas, död 14 januari 1985 i Austin, Texas, var en amerikansk politiker (demokrat). Han var guvernör i Texas 1949–1957.
Shivers avlade 1933 juristexamen vid University of Texas School of Law och deltog i andra världskriget som major i USA:s armé. Shivers tjänstgjorde som viceguvernör i Texas 1947–1949 och tillträdde 1949 som guvernör efter att Beauford H. Jester hade avlidit i ämbetet. Shivers höjde skatterna och försvarade rassegregeringen. I guvernörsvalet 1952 nominerades han av både demokraterna och republikanerna i Texas och i presidentvalet 1952 stödde han republikanen Dwight D. Eisenhower. Shivers lämnade politiken år 1957 och fortsatte sin karriär som affärsman.
Shivers avled 1985 och gravsattes på Texas State Cemetery i Austin.